# Gabriela Vařeková
Gabriela Vařeková (Šternberk, Checoslovaquia, 18 de junio de 1987) es un deportista checo que compitió en remo.
Ganó una medalla de oro en el Campeonato Europeo de Remo de 2007, en la prueba de doble scull. Participó en los Juegos Olímpicos de Pekín 2008, ocupando el sexto lugar en la misma prueba.

## Palmarés internacional
| Campeonato Europeo | Campeonato Europeo | Campeonato Europeo | Campeonato Europeo |
| Año                | Lugar              | Medalla            | Prueba             |
| ------------------ | ------------------ | ------------------ | ------------------ |
| 2007               | Poznań (Polonia)   | Medalla de oro     | Doble scull        |